# Don Camillo en de Kleine Wereld
Don Camillo en de Kleine Wereld is de eerste van een serie satirische verhalenbundels over de vermakelijke verwikkelingen van een dorpspastoor, een communistische burgemeester en de rest van het dorp, geschreven door de journalist en schrijver Giovannino Guareschi. Deze boekenreeks werd ook verfilmd met Fernandel als de pastoor.
In Nederland verscheen de Don Camillo-boekenserie vanaf 1951 bij uitgeverij De Fontein in vertaling door Frans van Oldenburg Ermke, van omslagen en illustraties voorzien door Karel Thole. 

## Don Camillo en de Kleine Wereld
De romans bestaan merendeels uit een aantal dorpsgeschiedenissen met veelal politieke of maatschappelijke lading, die toch min of meer een geheel vormen. De verhalen spelen grotendeels in La Bassa en met name in Boscaccio, een fictief dorp aan de Po. Wie het preciezer wil weten, moet beseffen dat voor de schrijver de Po bij Piacenza begint.
De tijd is die vlak na de Tweede Wereldoorlog, als in Italië de PCI, de Italiaanse Communistische Partij, een serieus machtsblok is. Die partij wordt in het dorp vertegenwoordigd door Peppone, die als burgemeester de communistische idealen wil verwerkelijken, wat Don Camillo met alle middelen probeert te verhinderen. De twee kennen elkaar echter al uit de tijd dat Peppone een rekruut was en Don Camillo een aalmoezenier en als puntje bij paaltje komt, kunnen ze op elkaar rekenen.
Ondanks het vaak satirische karakter, zijn de verhalen van Don Camillo een scherp portret van het naoorlogse Italië, met al zijn gebreken en soms gewelddadige politiek. Vele verhalen zijn dan ook eerder tragisch dan komisch en de schaduw van de Tweede Wereldoorlog en het Italiaanse fascisme hangt soms nog zwaar over het vlakke land bij de rivier. Het is tekenend dat Peppone weliswaar de eeuwige tegenstander van Don Camillo is, maar dat ze een lijn trekken tegen de sociale misstanden en werkloosheid op het platteland.

## De hoofdfiguren

### Don Camillo Tarocci
Een "eenvoudige" dorpspastoor, ook wel "Kameraad Tarocci, Camillo, typograaf" als hij door Peppone af te persen een plaats in de delegatie van Italiaanse Kameraden naar de Sovjet-Unie weet te verwerven. Zijn grootste trots is het Patronaat voor Jongens, met een speeltuin voor de kleintjes, dat klaar was toen Peppones Volkshuis nog alle sloten miste. Door overal zijn neus in te steken, fungeert hij als bliksemafleider tussen de "roden" (de communisten) en de "zwarten" van de Democrazia Cristiana en alles ter rechterzijde.
Don Camillo is bepaald geen heilige en afgezien van gelegenheden om Peppone een hak te zetten, zijn vooral de jacht en de "rooien uit de stad" grote bronnen van verleiding, waarvoor hij meer dan eens bezwijkt. Dit leidt tot tweemaal toe tot een overplaatsing uit zijn geliefde dorp, maar hij blijkt onmisbaar. Don Camillo is de oprichter, voorzitter en coach van de voetbalvereniging Gagliarda, een team dat hij meer opstoppers verkoopt dan de spelers ooit aan de bal kunnen uitdelen en aan een overwinning probeert te helpen door de scheidsrechter om te kopen.

### De Christus aan het Kruis
Zoals Giovanni Guareschi het zelf schrijft, niet de Christus, maar zijn Christus, de stem namelijk van zijn geweten. De Christus van het Kruis ziet alle dorpsrellen en relletjes, schandalen en provocaties gelaten aan. Zijn motto is "Da mihi animam, caetera tolle'" ("Geef mij de ziel en draag de rest"). Hoewel Don Camillo er met enige regelmaat van afdwaalt, kan de Christus aan het Kruis hem met enige vermaningen, of desnoods een "antiduivels dieet" op water en brood, altijd weer op het rechte pad brengen, dat overigens opvallend ondogmatisch is.

### Giuseppe Bottazzi
Beter bekend als Peppone. Garagehouder, vakkundig mecanicien, communistisch burgemeester en later zelfs senator. Politiek een stalinistisch ijzervreter, persoonlijk een tamelijk goede huisvader met een mond die veel groter is dan zijn hart. Hij is behept met net zoveel gevoeligheid voor de verleidingen van het kapitalisme als alle anderen, zoals blijkt wanneer hij de lotto wint en zijn geld, dat hij voor de Partij en de belastingdienst verborgen houdt, in een ponzifraude weer kwijt raakt. Ook als werkgever beantwoordt hij niet altijd aan de rode idealen, zoals tijdens de "Staking van de klepelarbeiders". Hij is pas na lange acties bereid de klokkenist een loonsverhoging toe te kennen.
Zijn grootste trots is het Volkshuis dat hij bekostigd heeft met door de Duitsers geroofde juwelen, die hij in een lijkkist uit een Brits hoofdkwartier heeft gesmokkeld door Don Camillo de begrafenisdienst te laten leiden. Overigens heeft hij het hart op de juiste plek en lucht hij het soms (in het geheim en als het niet anders kan, zelfs 's nachts) bij de Christus aan het Kruis. Giuseppe Bottazzi leidt het elftal van Dynamo en beslist een cruciale wedstrijd in zijn voordeel door de scheidsrechter meer te bieden dan Don Camillo.

### Lo Smilzo en Brusco
Lo Smilzo ofwel De Magere is een van die kerels die zo vervloekt lenig zijn dat ze door een kogelregen kunnen lopen zonder geraakt te worden, een eigenschap die hem goed van pas komt in zijn contacten met Don Camillo. In de oorlog was hij ordonnans van Peppone toen die als partizaan in de bergen vocht en is na die tijd tot gemeentebode benoemd. Hij is een begenadigd wielrenner en weet zijn fiets op velerlei wijze tot stilstand te brengen, door bijvoorbeeld op zijn Togliattisch te remmen, waarbij hij, aldus Don Camillo, Jozef Stalins broek verslijt. Samen met Brusco, de andere steunpilaar van Peppone, verdedigt hij de positie van De Chef als deze zich door een fout op een röntgenfoto voortijdig opmaakt het tijdelijke met het eeuwige te verwisselen. Beiden zijn van goede wil, maar rijkelijk onbesuisd zoals blijkt wanneer Peppone Brusco er met geweld van moet weerhouden zijn zoon het hoofd in te slaan als deze, natuurlijk omwille van een meisje, deserteert en uiteindelijk in de klokkentoren met haar trouwt.

### "De Knokploeg" en "De Vrouwen"
De Knokploeg is de trouwe aanhang van Peppone, het gestaalde kader dat met een oude Dodge en op de fiets post bij stakingen, "het volk galvaniseert" en politieke tegenstanders afrost. De enige vrouw in de Knokploeg is Gisella, die niet alleen opvalt door haar militant gedrag, maar vooral door haar vocale vermogens. Er breekt een schandaal uit als haar man, die lid is van de Democrazia Cristiana, zelf zijn sokken stopt en het eten kookt, haar achterste rood verft. Dat Don Camillo hier de hand in heeft, spreekt voor zich.
Wat de knokploeg voor Peppone is, zijn de vrouwen voor Don Camillo. Gemobiliseerd door het parochieblad vormen ze een machtsblok waar de mannen terdege rekening mee moeten houden. De knokploeg kan op straat iemand het leven zuur maken, maar de vrouwen zijn de baas in huis en het echtelijk bed.

### Caterina Tarocci
"Cat" voor vrienden, de nicht van Don Camillo die hem en Peppone het leven zuur komt maken nadat ze door haar moeder naar het platteland is gestuurd omdat ze onhandelbaar is. Omdat er in het dorp voor zo'n wilde meid weinig te beleven valt, organiseert ze vanuit het raam van de kamer waar Don Camillo haar heeft opgesloten met haar motorbende de nodige ophef, maar valt uiteindelijk voor de zoon van Peppone.

## Boeken

### Oorspronkelijke Italiaanse uitgaven
- Mondo Piccolo "Don Camillo" (Don Camillo en de Kleine Wereld, 1948)
- Mondo Piccolo: Don Camillo e il suo gregge (Don Camillo en zijn kudde, 1953)
- Il Compagno Don Camillo (Don Camillo in Rusland, 1963)

Postuum gepubliceerd:
- Don Camillo e i giovani d'oggi (Don Camillo: Basta!, 1969)
- Noi del Boscaccio (1983)
- L'anno di don Camillo (1986)
- Il decimo clandestino (1987)
- Ciao Don Camillo (1996)
- Don Camillo e Don Chichì (1996)

### Nederlandse vertalingen
- Don Camillo in Rusland
- Don Camillo: Basta!
- Don Camillo en de kleine wereld
- Don Camillo in de bocht
- En toen zei Don Camillo...
- Don Camillo, geesten en beesten, 1985 (vert. van La spumarino pallido, 1981)
- Don Camillo en zijn kudde

## Verfilmingen

### Films
Tussen 1952 en 1965 werden er 5 films rond het personage Don Camillo gedraaid, met Fernandel als Camillo en Gino Cervi als Peppone. De opnames voor de beroemde films met Fernandel in de hoofdrol vonden plaats in het Italiaanse dorp Brescello, ten noordoosten van Parma aan de Po. Deze films waren Frans-Italiaanse coproducties en werden in beide talen uitgebracht. Ze kenden heel wat succes in Europa:
- 1952 fr. Le Petit Monde de don Camillo /it. Don Camillo /en. The Little World of Don Camillo
- 1953 fr. Le Retour de don Camillo /it. Il Ritorno di Don Camillo /en. The Return of Don Camillo
- 1955 fr. La Grande Bagarre /it. Don Camillo e l'onorevole Peppone /en.Don Camillo's Last Round
- 1961 fr. Don Camillo Monseigneur /it. Don Camillo monsignore ma non troppo /en. Don Camillo: Monsignor (
- 1965 fr. Don Camillo en Russie /it. Il compagno don Camillo /en. Don Camillo in Moscow

Later werd er nog een Don Camillo-film gedraaid door Terence Hill, maar met andere acteurs:
- 1983 it. Don Camillo /en. The world of Don Camillo